# Anita Waldmann
Anita Waldmann (* 1946 in Bremerhaven, auch bekannt als Mama Lymphoma) ist eine deutsche Ehrenamtliche im Bereich der Leukämie. Durch ihr ehrenamtliches Engagement hat sie dazu beigetragen, die Lebensqualität und Überlebenschancen von Leukämiepatienten zu verbessern, wofür sie 2006 das Bundesverdienstkreuz erhielt. Sie engagierte sich auf Landes-, Bundes- und Europa-Ebene. Unter anderem war sie Gründerin und Vorsitzende der Leukämiehilfe Rhein-Main (Verein mit Sitz in Rüsselsheim), kommunale Behindertenbeauftragte der Stadt Rüsselsheim am Main, Vorsitzende der Deutschen Leukämie- und Lymphom-Hilfe (DLH) und Präsidentin des Myeloma Euronet.

## Leben
Waldmann wurde 1946 in Bremerhaven geboren und lebt seit 1976 in Rüsselsheim am Main.
Im Jahr 1990 erkrankte ihr Sohn Oliver an akuter lymphatischer Leukämie, für den kein Spender gefunden werden konnte. Dieses Ereignis führte dazu, dass sie sich ab diesem Zeitpunkt intensiv in der Leukämiehilfe engagierte. Ihr Sohn verstarb 1992.  Zwei Jahre später, im Jahr 1994, gab sie ihren Beruf auf, um sich vollständig ihrer ehrenamtlichen Tätigkeit zu widmen, die sie jährlich etwa 4.000 bis 4.500 Stunden ausübt. Ihr ehrenamtliches Engagement dauerte über 30 Jahre an. Auch nach dem Rücktritt von ihren Vorsitzpositionen beabsichtigt sie, solange sie kann, weiter zu helfen. Im Jahr 2021 ging sie in den Ruhestand.
Sie ist mit Thomas Waldmann verheiratet.

## Wirken (Auswahl)
Waldmann gründete 1991 gemeinsam mit ihrem Mann und weiteren Personen die Selbsthilfegruppe für Erwachsene mit Blut-, Lymphom- und Systemerkrankungen Leukämiehilfe Rhein-Main. Aus dieser Gruppe entstand 1994 der gemeinnützige Verein Leukämiehilfe Rhein-Main (LHRM), dem Waldmann bis 2021 vorstand. Der Verein unterstützt Betroffene von Blut- und Lymphom-Erkrankungen und wurde 2019 mit dem Förderpreis für Selbsthilfegruppen ausgezeichnet. Im Jahr 1997 initiierte Waldmann die Vernetzung der Selbsthilfegruppen Arbeitsgemeinschaft Rüsselsheim (SHG AG), die seit 2005 eigenständig ist, aber unter der kommissarischen Leitung der LHRM steht. Waldmann war sowohl in der LHRM als auch in der SHG AG von Anfang an bis 2021 aktiv. Die SHG AG dient den Betroffenen und Angehörigen als Informationsquelle. Seit 2005 veranstaltet sie einen jährlichen Familien- und Gesundheitstag, an dessen Organisation Waldmann bis 2021 beteiligt war. Von 2005 bis 2012 fand dieser im GPR Klinikum statt. Wegen der Sanierung der Fachhochschule wurde der Gesundheitstag von 2013 bis 2016 im Rathaus von Rüsselsheim am Main abgehalten. Im Jahr 2017 fand kein Gesundheitstag statt. Seit 2018 findet die Veranstaltung entweder im Rathaus oder in der Fachhochschule statt.
Im Jahr 1995 war sie an der Gründung der Deutschen Leukämie-Hilfe beteiligt, die später in Deutsche Leukämie- und Lymphom-Hilfe umbenannt wurde. Von 1995 bis 2008 war sie Vorsitzende dieser Organisation.
Waldmann erstellte laienverständliche Informationen und organisierte mehrere Informations-Kampagnen. Als Vorsitzende der DLH begleitete sie beispielsweise die gemeinsame Informationskampagne mit dem Universitätsklinikum und der Stadt Homburg “Setzen Sie ein Handzeichen gegen Krebs!”. Sie organisierte und begleitete viele Aktionen, die dazu beitragen sollten, dass Menschen sich über die Erkrankung informieren, sich als potentielle Knochenmarkspender zur Verfügung stellen oder den Aktionen finanziell helfen. In Deutschland waren 1990 lediglich 2.500 Menschen als potentielle Spender registriert. Im Jahr 1999 gab es mehr als eine Million und im Jahr 2001 fast zwei Millionen registrierte potentielle Spender. Bis 2001 konnte der Verein LHRM 60.000 potenzielle Spender beitragen.
Waldmann war 2005 eines der Gründungsmitglieder des damaligen europäischen Netzwerkes Myeloma Euronet, das zu dieser Zeit 15 Myelompatienten-Kollektive aus 11 Ländern umfasste und sich als Stimme der Myelompatienten in Europa verstand. Das Hauptziel von Myeloma Euronet war es, die damals bestehende, ungleiche Verfügbarkeit von Behandlungen und Pflege für Plasmozytompatienten zu verbessern. Von 2006 bis 2012 war Waldmann Präsidentin der Myeloma Euronet.
Zusätzlich war sie von 2009 bis 2011 die erste ehrenamtliche kommunale Behindertenbeauftragte der Stadt Rüsselsheim. Aufgrund ihrer umfangreichen Engagements als Vorsitzende der LHRM und als Koordinatorin der SHG AG trat sie von dieser Position zurück.
Waldmann wurde für ihr Engagement und ihre Beiträge zur Verbesserung der Situation von Leukämiepatienten mehrfach ausgezeichnet. Im Jahr 2001 erhielt sie den ersten Mechtild-Harf-Wissenschaftspreis der Deutschen Knochenmarkspenderdatei DKMS. Im Jahr 2006 wurde sie von der Hessischen Staatskanzlei zu einem Empfang mit der damaligen Bundeskanzlerin Angela Merkel in der ehemaligen Benediktiner-Abtei in Seligenstadt eingeladen. Im selben Jahr erhielt sie in der Staatskanzlei in Wiesbaden von dem Hessischen Ministerpräsidenten Roland Koch das Bundesverdienstkreuz.

## Ehrungen
- 2001: Mechtild-Harf-Wissenschaftspreis der Deutschen Knochenmarkspenderdatei DKMS[71]
- 2006: Bundesverdienstkreuz[4]